# Buigpunt
In de analyse is een buigpunt van een kromme een punt op de kromme waar de kromming van aard verandert. De vorm van de kromme verandert daar van hol (concaaf) naar bol (convex), of omgekeerd.

## Karakterisering

kromme met buigpunt in

De kromme kan de grafiek zijn van een functie {\displaystyle f} of lokaal zo worden voorgesteld. In het buigpunt is {\displaystyle f} in ieder geval differentieerbaar. Afhankelijk van de verdere differentieerbaarheid van {\displaystyle f} in het buigpunt, laat zich een buigpunt als volgt karakteriseren:
- In het buigpunt snijdt de raaklijn de kromme.
- In het buigpunt bereikt de afgeleide van {\displaystyle f} een extreme waarde.

Als ook de tweede afgeleide bestaat (en waar nodig hogere afgeleiden), kan deze laatste voorwaarde ook geformuleerd worden als:
- In het buigpunt wisselt de tweede afgeleide van {\displaystyle f} van teken. Het teken van de tweede afgeleide geeft immers de kromming aan. De eerste van 0 verschillende afgeleide, hoger dan de tweede, moet van oneven orde zijn. Is de eerste van 0 verschillende afgeleide van even orde, dan is er geen buigpunt.

Een buigpunt kan een stationair punt op de grafiek van een functie zijn, maar in een buigpunt heeft een functie nooit een extreme waarde. De bovenstaande karakteriseringen geven de weg aan waarlangs buigpunten opgespoord kunnen worden.

## Voorbeelden

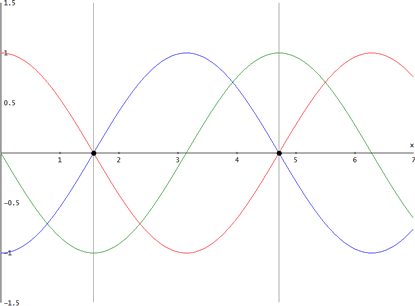

### Voorbeeld 1
Wat zijn de buigpunten van de functie {\displaystyle \cos(x)}?
In de figuur (rechts) is de functie samen met zijn eerste en tweede afgeleide weergegeven: {\displaystyle \cos(x)} in het rood, {\displaystyle \cos '(x)} in het groen en {\displaystyle \cos ''(x)} in het blauw.
De eerste en de tweede afgeleide zijn:
{\displaystyle \cos '(x)=-\sin(x)} en {\displaystyle \cos ''(x)=-\cos(x)}
De nulpunten van {\displaystyle \cos(x)} komen overeen met de nulpunten van de tweede afgeleide.
De eerste afgeleide bereikt daar telkens een extremum en heeft eromheen ook een constant teken, zodat er een buigpunt is.
De nulpunten van de cosinus zijn dus ook de buigpunten. Hetzelfde geldt voor de sinus, sinus hyperbolicus en cosinus hyperbolicus.

### Voorbeeld 2
Zoek de buigpunten van de functie
{\displaystyle f(x)=x^{3}+3x^{2}-3x-1}

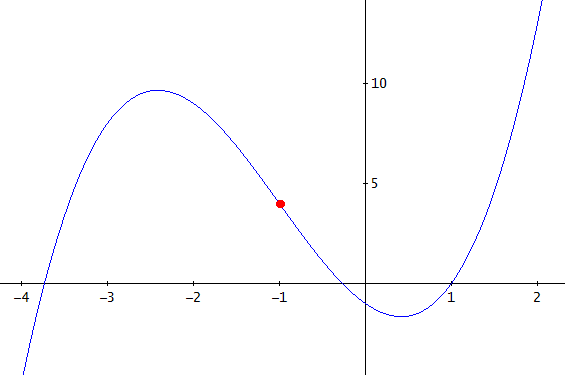

De functie is in het blauw weergeven in de figuur rechts.
De eerste en tweede afgeleide zijn
{\displaystyle f'(x)=3x^{2}+6x-3} en {\displaystyle f''(x)=6x+6}
De tweede afgeleide is gelijk aan 0 voor {\displaystyle x=-1}.
Het teken van de eerste afgeleide rondom dit punt is constant, namelijk negatief, dus is het een buigpunt, rood in de figuur. Het is geen stationair punt, omdat de eerste afgeleide niet 0 is.

### Voorbeeld 3

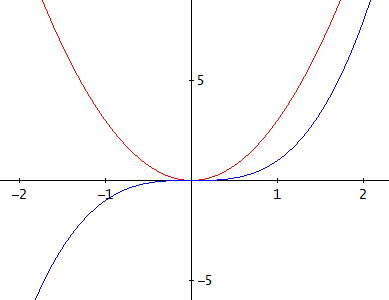

Een klassiek voorbeeld is de functie {\displaystyle f(x)=x^{3}}.
De eerste en de tweede afgeleide zijn:
{\displaystyle f(x)=x^{3},\ f'(x)=3x^{2}} en {\displaystyle f''(x)=6x}
De functie is in het blauw weergegeven in de figuur rechts, samen met de eerste afgeleide, in het rood.
De tweede afgeleide gelijk is aan 0 voor {\displaystyle x=0}. Op de grafiek is te zien dat het teken van de eerste afgeleide rondom {\displaystyle x=0}  constant is en positief. Bijgevolg is er in de oorsprong een buigpunt.
Merk op dat ook de eerste afgeleide in dat punt 0 is; het is dus een stationair punt. De functie bereikt er echter geen extreme waarde.

### Voorbeeld 4
Van de functie
{\displaystyle f(x)=x^{4}-x}
zijn de eerste vier afgeleiden
{\displaystyle f'(x)=4x^{3}-1},
{\displaystyle f''(x)=12x^{2}},
{\displaystyle f'''(x)=24x} en
{\displaystyle f^{(4)}(x)=24}

De tweede afgeleide is in het punt {\displaystyle x=0} gelijk aan 0:
{\displaystyle f''(0)=0},
maar wisselt daar niet van teken, dus is {\displaystyle x=0} geen buigpunt. 
Omdat {\displaystyle f'''(0)=0} kan daaruit geen conclusie getrokken worden, maar omdat ook {\displaystyle f''(0)=0} en {\displaystyle f^{(4)}(0)=24\neq 0}, dus een even afgeleide, is {\displaystyle x=0} geen buigpunt. 